# John Stump
John Arthur Stump (Kansas City, 24 de marzo de 1944 - Glendale, 20 de enero de 2006) fue un compositor y músico estadounidense. Poco conocido en vida, ha adquirido fama internacional después de la muerte, por sus composiciones artísticas: se trata de música "insonable" con anotaciones y tiempos improbables, pero agradable a los ojos, verdaderas obras de arte; entre ellas, Faerie´s aire and death waltz o Aire de hadas y vals de la muerte.

## Datos biográficos
Los padres de John fueron Homero y Mildred Stump. Se crio en Lakewood (California), donde estudió composición y orquestación en el Long Beach City College. También asistió a Cal State University Long Beach, donde tocó el corno francés en la orquesta dirigida por Aaron Copland. Fue un gran fan de muchos grupos musicales ( Beach Boys, The carpenters, Olivia Newton- John , Go -Go 's), pero de ninguno tanto como de tanto como The Beatles. Incluso envió correcciones a la colección de partituras “The Compleat Beatles”  de principios de los ochenta , ya que conocía minuciosamente las canciones y partituras. John amaba a los Beatles y su favorito era su tocayo John Lennon.

## Aire de hadas
Las noticias sobre la vida de Stump son pocas y proceden en su mayoría de Greg Stump, sobrino de John quien, después del funeral de su tío, se interesó en algunas partituras encontradas por su familia en la finca del hombre, incluyendo la que ahora es su más famosa composición, Aire de hadas y vals de la muerte (en homenaje a Zdenko G. Fibich ), una parodia ininterpretable y satírica, difundida en Internet. Las anotaciones en el marcador incluyen direcciones absurdas como "liberar a los pingüinos", "como un dirigible" y "dúo Gong".
Greg, no se siente sorprendido por el hecho de que su tío hubiera compuesto una pieza musical así, pero sí se sorprendió mucho cuando, se la mostró un estudiante de música en la universidad que estudiaba música y recordó haberla visto antes en la cartelera del instituto donde estudiaba en Washington. Otros amigos músicos también la habían visto. Al buscar en internet se encontró con referencias, elogios, imitaciones y preguntas sobre quién era el misterioso John Stump; descubrió que su tío ya se había convertido en una verdadera leyenda y decidió publicar en su blog algunas notas sobre el compositor.
Según Greg Stump, John era un hombre muy tímido, probablemente por su obesidad. Sin embargo, sentía además que su tío tenía una especie de desprecio por la sociedad, "como si no le importara lo que la gente pensaba de él, pero para los que le conocieron que era un hombre reflexivo, divertido e inteligente."